# Кевін Гарт
Ке́він Дарне́лл Гарт (англ. Kevin Darnell Hart; нар. 6 липня 1979) — американський актор, комік, який знявся в таких фільмах, як «Дуже страшне кіно 3», «Дуже страшне кіно 4» і «Шалений патруль».
За підсумками 2019 року перебуває на 12-му місці рейтингу Forbes серед найбільш високооплачуваних акторів; його заробіток склав $39 млн (84-е місце в загальному рейтингу знаменитостей).

## Життєпис
Кевін Гарт народився 6 липня 1979 року в Філадельфії, штат Пенсільванія (США). Його виховувала мати-одиначка.
У 2003 році він одружився з Торрі Гарт, але в 2011 році пара розлучилася. В них є двоє дітей.
У грудні 2018 року Кевін Гарт відмовився вести наступну церемонію нагородження «Оскаром». Причиною став скандал із старими гомофобними твітами актора 2009—2010 років.
Уночі 1 вересня 2019 року актор потрапив у серйозну ДТП. Машина, в якій перебував Гарт, врізалася в дерев'яну огорожу на шосе в Малібу, дах автомобіля був зруйнований. Актор та чоловік, що був за кермом, доставлені в лікарню; в Гарта — травма спини. Ще одна пасажирка серйозно не постраждала.

## Фільмографія
| Фільми | Фільми                                     | Фільми                                                   |
| Рік    | Фільм                                      | Роль                                                     |
| ------ | ------------------------------------------ | -------------------------------------------------------- |
| 2002   | Paper Soldiers                             | Shawn                                                    |
| 2003   | Дуже страшне кіно 3                        | CJ                                                       |
| 2003   | Death of a Dynasty                         | P-Diddy / Cop 1 / Dance Coach / Hyper Rapper / H. Lector |
| 2004   | А ось і Поллі                              | Вік                                                      |
| 2004   | Ульотний транспорт                         | Нішон Вейд                                               |
| 2005   | Сорокалітній незайманий                    | Smart Tech Customer                                      |
| 2005   | In the Mix                                 | Busta                                                    |
| 2006   | Дуже страшне кіно 4                        | CJ                                                       |
| 2006   | The Last Stand                             | F Stop/G Spot                                            |
| 2007   | Дуже епічне кіно                           | Silas                                                    |
| 2008   | Золото дурнів                              | Bigg Bunny                                               |
| 2008   | Супергеройське кіно                        | Trey                                                     |
| 2008   | Extreme Movie                              | Barry                                                    |
| 2008   | Знайомтесь: Дейв                           | Номер 17                                                 |
| 2008   | Drillbit Taylor                            | Pawn Shop Dealer                                         |
| 2009   | Party Down                                 | Dro Grizzle                                              |
| 2009   | Not Easily Broken                          | Tree                                                     |
| 2009   | Kröd Mändoon and the Flaming Sword of Fire | Zezelryck                                                |
| 2009   | I'm A Grown Little Man                     | Himself                                                  |
| 2010   | Something Like a Business                  | JoJo                                                     |
| 2010   | Death at a Funeral                         | Brian                                                    |
| 2010   | Знайомство з Факерами 2                    | Луїс, медбрат                                            |
| 2010   | Seriously Funny                            | Himself                                                  |
| 2011   | 35 and Ticking                             | Cleavon                                                  |
| 2011   | Let Go                                     | Kris Styles                                              |
| 2011   | The Precious One                           | Precious McKenzie                                        |
| 2011   | Laugh at My Pain                           | Rolul său                                                |
| 2012   | 5 років майже одружені                     | Дуґ                                                      |
| 2012   | Think Like a Man                           | Cedric                                                   |
| 2012   | Exit Strategy                              | Mannequin Head Man                                       |
| 2013   | Kevin Hart: Let Me Explain                 | Himself                                                  |
| 2013   | Це кінець                                  | Кевін Гарт                                               |
| 2013   | Гранд реванш                               | Dante Slate, Jr.                                         |
| 2014   | Шалений патруль                            | Бен Барбер                                               |
| 2015   | Весільний майстер                          | Бік Мітчем                                               |
| 2015   | Тримайся                                   | Дарнелл Льюїс                                            |
| 2016   | Секрети домашніх тварин                    | Кролик Сніжок (оригінальна озвучка)                      |
| 2016   | Півтора шпигуна                            | Келвін Джойнер                                           |
| 2016   | Шалений патруль 2                          | Бен Барбер                                               |
| 2017   | 1+1: Нова історія                          | Делл Скотт                                               |
| 2017   | Джуманджі                                  | Мус Фінбарр                                              |
| 2019   | Секрети домашніх тварин 2                  | Сніжок (голос)                                           |
| 2019   | Форсаж: Гоббс та Шоу                       | Дінклі                                                   |
| 2019   | Джуманджі: Наступний рівень                | Франклін Фінбар                                          |
| 2021   | Правдива історія                           |                                                          |
| 2022   | DC Ліга Супер-Улюбленців                   | Ейс (оригінальна озвучка)                                |
| 2022   | Людина з Торонто                           | Тедді Нільсон                                            |
| 2024   | Бордерлендс                                | Роланд                                                   |
| 2024   | Ліфт                                       |                                                          |

| Телебачення | Телебачення                                |
| Рік         | Назва                                      |
| ----------- | ------------------------------------------ |
| 2001        | North Hollywood (ТБ фільм)                 |
| 2002        | Class of '06 (фільм)                       |
| 2002        | Undeclared                                 |
| 2004        | The Big House                              |
| 2005        | Wild 'n Out (ТБ серіал)                    |
| 2005        | Dante (фільм)                              |
| 2005        | Barbershop                                 |
| 2005        | Jake In Progress                           |
| 2006        | Love, Inc.                                 |
| 2006        | Help Me Help You                           |
| 2007        | The Weekend (фільм)                        |
| 2007        | All of Us                                  |
| 2009        | Party Down                                 |
| 2009        | Kröd Mändoon and The Flaming Sword of Fire |
| 2010        | Cubed                                      |
| 2011        | Untitled Burr and Hart Project (фільм)     |
| 2011        | Little in Common (фільм)                   |
| 2011        | Modern Family                              |
| 2012        | 2012 MTV Video Music Awards                |
| 2013        | Real Husbands of Hollywood                 |
| 2013        | Суботнього вечора в прямому ефірі          |
| 2013        | Wild 'n Out (ТБ серіал)                    |

## Цікаві факти
- Кевін — чотириразовий володар призу Найціннішому гравцеві Матчу знаменитостей НБА (англ. NBA All-Star Celebrity Game MVP). Він отримував нагороду в 2012, 2013, 2014, 2015 роках.
- Зріст Кевіна Гарта — 158—159 см.[8][9][10][11][12]